# Atilla Yıldırım
Atilla Yıldırım (* 22. November 1990 in Bad Mergentheim) ist ein niederländisch-türkischer Fußballspieler.

## Karriere

### Jugend
Yıldırım kam als Sohn türkischer Gastarbeiter in Bad Mergentheim zur Welt. Beide Elternteile emigrierten nach Deutschland aus der Kleinstadt Yıldızeli in der zentralanatolischen Provinz Sivas. Später zog seine Familie in die Niederlande. Hier begann er mit sieben Jahren in der Jugend von RKSV DCG mit dem Vereinsfußball. Später spielte er noch in den Jugendabteilungen von USV Elinkwijk und HFC Haarlem. Im Sommer 2007 wechselte er in die Jugend von Ajax Amsterdam und war hier zwei Jahre tätig.

### FC Utrecht
Seine Profilaufbahn startete er dann beim FC Utrecht. Yıldırım debütierte im Ligaspiel am 19. Januar 2011 gegen den VVV-Venlo. Beim Utrechter 2:1-Auswärtssieg gelang ihm auch sein erster Treffer in seiner Profikarriere. 

### Türkei
Zum Sommer 2011 wäre fast ein Wechsel zum türkischen Erstligisten und der Mannschaft der Heimatstadt seiner Eltern Sivasspor zustande gekommen. Nachdem dieser Wechsel gescheitert war, wechselte Yıldırım zum türkischen Zweitligisten Kasımpaşa Istanbul.
Bereits nach einer Spielzeit bei Kasımpaşa verließ er diesen Verein und wechselte zum Zweitligisten Torku Konyaspor. Für die Spielzeit 2013/14 wurde Yıldırım an den Zweitligisten Bucaspor ausgeliehen. Für die Rückrunde der gleichen Saison wurde er an Şanlıurfaspor ausgeliehen. 
Zum Saisonende wechselte er zum Zweitligisten Elazığspor. In der Winterpause der Saison 2014/15 wechselte er zum Drittligisten Kocaeli Birlikspor.

## Erfolge
Mit Kasımpaşa Istanbul
- Playoff-Sieger der TFF 1. Lig: 2011/12
- Aufstieg in die Süper Lig: 2011/12

Mit Torku Konyaspor
- Playoff-Sieger der TFF 1. Lig: 2012/13
- Aufstieg in die Süper Lig: 2012/13